# The Temptations Sing Smokey
Albums de The Temptations
Meet the Temptations
(1964) The Temptin' Temptations
(1965)
Singles
1. My Girl
Sortie : 21 décembre 1964
2. It's Growing
Sortie : 18 mars 1965

The Temptations Sing Smokey est le deuxième album du groupe The Temptations, sorti en mars 1965. Comme son titre l'indique, il se compose entièrement de chansons écrites ou coécrites par Smokey Robinson, qui assure également la production. Parmi ces douze chansons, certaines ont déjà été enregistrées par d'autres artistes, dont les Miracles, le groupe de Robinson. Le premier 45 tours extrait de l'album, My Girl, devient l'un des plus gros succès du groupe en se classant no 1 des ventes aux États-Unis dans les classements R&B et Pop.

## Titres

### Face 1
1. The Way You Do the Things You Do (Smokey Robinson, Bobby Rogers) – 2:45
2. Baby, Baby I Need You (Robinson) – 2:52
3. My Girl (Robinson, Ronnie White) – 2:45
4. What Love Has Joined Together (Robinson, Rogers) – 2:57
5. You'll Lose a Precious Love (Robinson) – 2:35
6. It's Growing (Robinson, Warren « Pete » Moore) – 2:59

### Face 2
1. Who's Lovin' You (Robinson) – 2:59
2. What's So Good About Good-Bye (Robinson) – 2:39
3. You Beat Me to the Punch (Robinson, White) – 2:44
4. Way Over There (Berry Gordy, Robinson) – 3:02
5. You've Really Got a Hold on Me (Robinson) – 3:00
6. (You Can) Depend on Me (Gordy, Robinson) – 2:32

## Musiciens
- David Ruffin : chant principal (3, 5, 6, 7, 11), chœurs (toutes sauf 2)
- Eddie Kendricks : chant principal (1, 2, 4, 8, 10, 11, 12), chœurs
- Paul Williams : chant principal (2, 9, 11), chœurs
- Melvin Franklin : chant principal (5), chœurs
- Otis Williams : chant principal (12), chœurs
- Elbridge Bryant : chœurs (2)
- The Andantes : chœurs (6)